# Lúcio Cesquin
Padre Lúcio Hendrik Cesquin Giardina (São Paulo, 20 de setembro de 1990) é um sacerdote da Igreja Católica e apresentador de televisão ítalo-brasileiro. Descendente de alemães e italianos, formado em Teologia e Jornalismo, Lúcio é presbítero missionário da Rede Vida, escritor e cantor. É apresentador do programa O Santo Terço na Rede Vida, desde fevereiro de 2014, ano em que a emissora paulista reformulou a programação. Também apresenta O Santo Terço dos Filhos do Pai Eterno e o Minuto de Fé. Demais programas da emissora são apresentados pelo sacerdote ocasionalmente, sendo Diretor Espiritual da Rede Vida. Comandou, por quatro anos, o JCTV, principal telejornal católico do canal e o Programa Tribuna Independente, às quartas e sextas-feiras. Em novembro de 2015, Lúcio se torna líder de audiência entre os Programas da Rede Vida, sendo que, por diversas vezes, O Terço tem conquistado números expressivos para a emissora, chegando a vencer canais como RedeTV! e Gazeta e, algumas vezes, se aproximando do SBT.